# Chapelle Notre-Dame de Valvert
La chapelle Notre-Dame de Valvert  est une chapelle du XIIe siècle située à Vergons dans le département français des Alpes-de-Haute-Provence.

## Localisation
La chapelle Notre-Dame de Valvert est située en bordure de la Route nationale 202 entre Annot et Saint-Julien-du-Verdon à quelques centaines de mètres du village de Vergons, sur un terrain à déclivité nord-sud.

## Historique
La chapelle Notre-Dame de Valvert (actuellement chapelle du cimetière) est construite dans la deuxième moitié du XIIe siècle. Elle aurait été érigée en deux campagnes : une première comportant l'abside, les chapelles et les deux dernières travées de la nef et une seconde, immédiatement postérieure, durant laquelle auraient été édifiées les deux premières travées de la nef.
La chapelle est donnée en 1245 par Sigismond, évêque de Senez, à l’abbaye de Lérins avec l’ensemble des biens et droits qu’il possédait à Vergons. L’abbaye y établit un prieuré de très faible importance, puisque seuls un prieur et un moine y vivaient.
L’édifice servit d’église paroissiale à Vergons jusqu’au XVIe siècle, date de la première construction d’une église au village, Notre-Dame de l’Assomption, plus pratique pour les paroissiens.
En 1697 puis en 1708 l’évêque ordonna la restauration de l’édifice qui était en mauvais état.
Classée monument historique en 1927,, la chapelle a été restaurée en 1929.

## L’édifice
La nef courte à trois travées donne dans une travée de chœur. La voûte retombe directement sur les pilastres engagés dans les parois latérales, le départ de la voûte est marqué par une corniche en quart-de-rond.
Il n'y a pas de transept. L'extrémité de la nef est flanquée par deux chapelles latérales, terminées chacune par une absidiole semi-circulaire. Elle entourent le chœur avec son abside couverte d'un cul-de-four en cintre brisé.
Les dimensions de la chapelle sont les suivantes : Longueur 18,20 m, largeur 11,20 m 11,64 m.
Le cimetière de Vergons est mitoyen de la chapelle du côté sud.

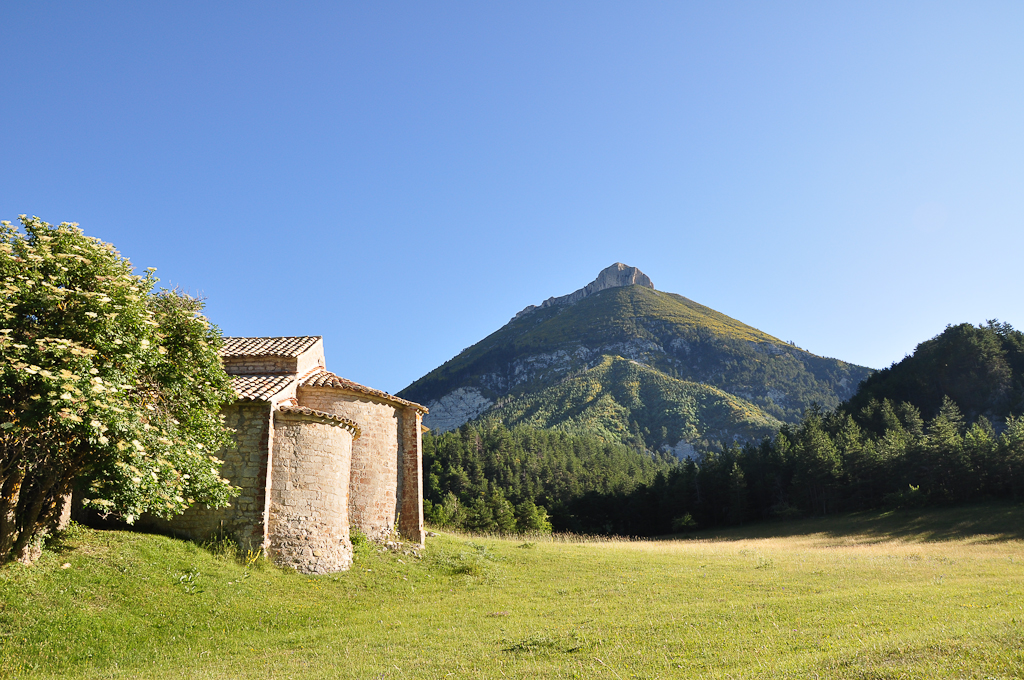
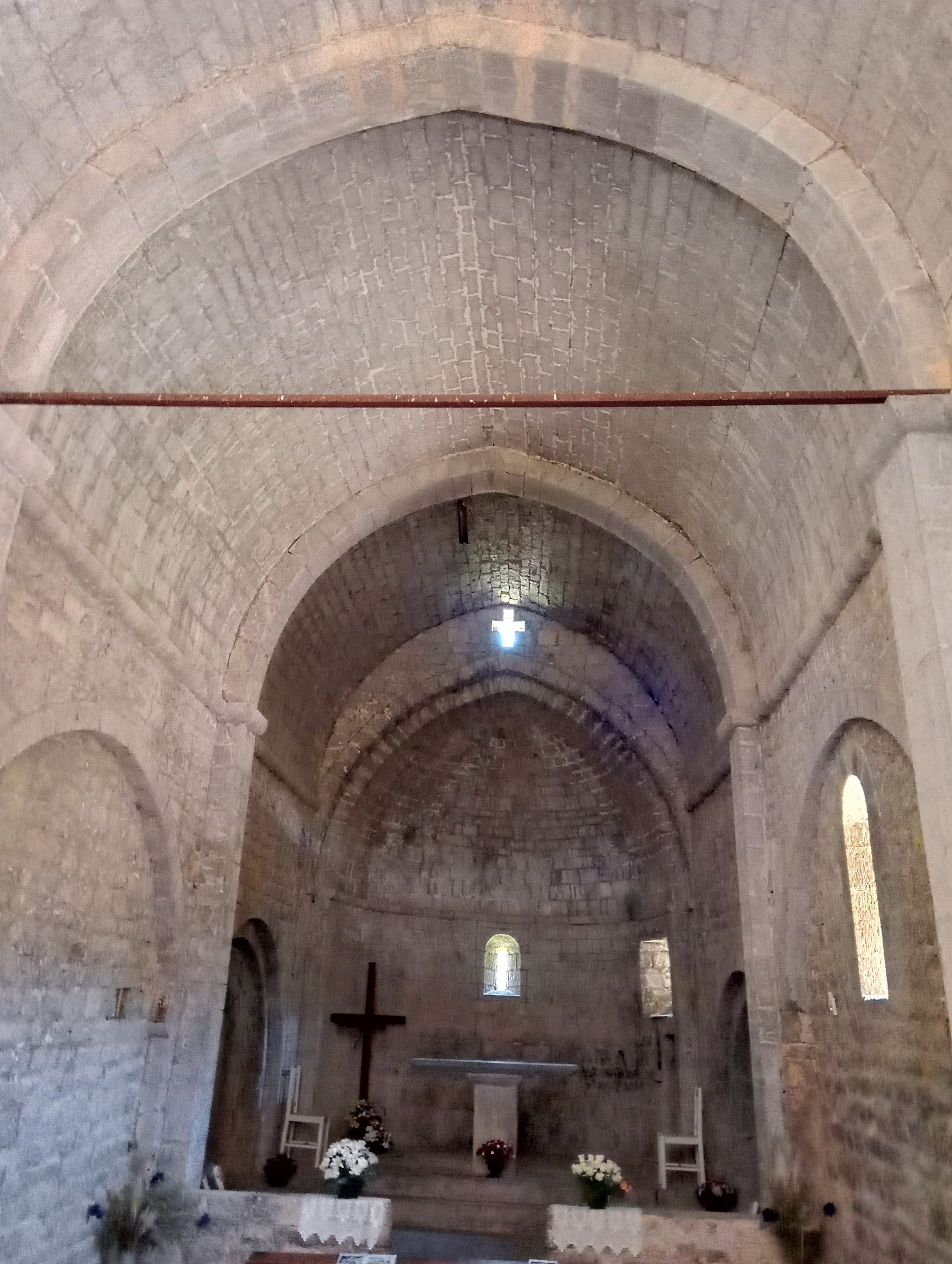
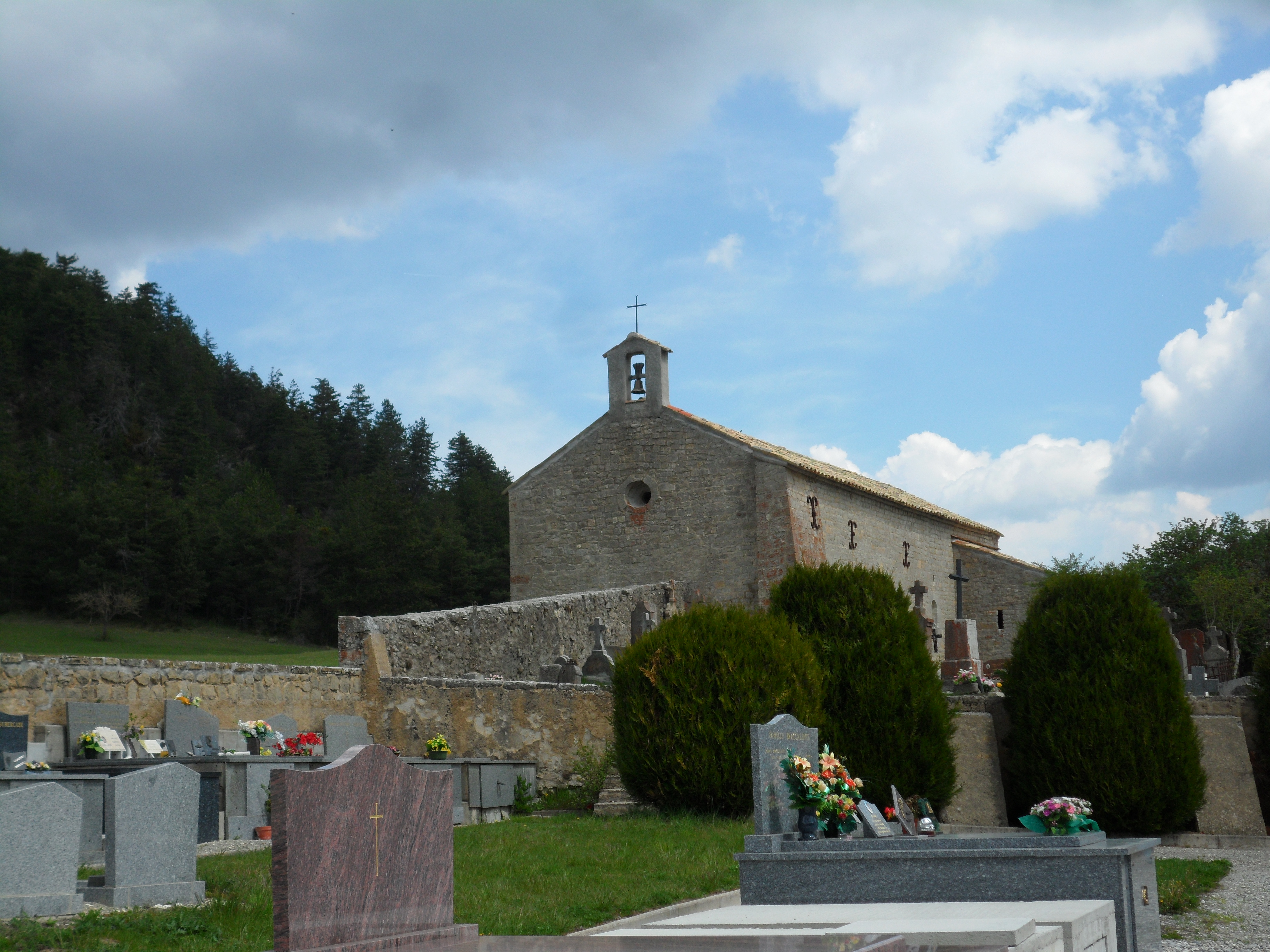